# Бубник, Властимил
Властимил Бубник (чеш. Vlastimil Bubník; 18 марта 1931, Кельч, Всетин, Злинский край — 6 января 2015, Прага) — чехословацкий хоккеист и футболист, нападающий.
Один из лучших игроков в истории чехословацкого хоккея. С 1997 года член зала славы ИИХФ, а с 2008 — зала славы чешского хоккея.

## Футбольная карьера
За национальную сборную по футболу играл на первом чемпионате Европы. В победном матче за бронзовые награды забил первый гол в ворота французской сборной. В главной команде страны за четыре года (1957—1960) провел 11 матчей (4 гола). На клубном уровне как футболист выступал за «Кралово Поле», «Руду Гвезду», «Спартак» (все — Брно).

## Хоккейная карьера
В чемпионате 1949/50 дебютировал в СК «Кралово Поле». В этом клубе провел четыре сезона. В 1951 году команда завоевала бронзовые награды национального чемпионата.
В 1953 переходит во вновь созданную команду «Руда Гвезда», которая подчинялась Министерству внутренних дел. За 13 сезона в лиге получил одиннадцать золотых наград; и по одной серебряной и бронзовой. На протяжении всего времени был одним из лидеров коллектива. Отметился тремя заброшенными шайбами в финальной серии первого розыгрыша Кубка европейских чемпионов против немецкого «Фюссена». ЗКЛ (так команда называлась с 1962 года) победил во всех четырёх матчах финала. Всего в чехословацкой хоккейной лиге провел 304 игры и забил 300 шайб. Входит в двадцатку лучших снайперов в истории чемпионатов Чехословакии и Чехии.
В 1966—1968 годах играл за команду второго дивизиона ВЖКГ (Острава). Последние три сезона провел в австрийском «Фельдкирхе».
Свой первый матч за главную хоккейную команду страны провел в 1951 году.
В национальной сборной играл до 1964 года. Четыре раза был участником Олимпийских игр (1952, 1956, 1960, 1964). На последнем турнире сборная Чехословакии завоевала бронзовые награды. Вместе с канадцем Гарри Уотсоном и советским спортсменом Валерием Харламовым долгое время был рекордсменом хоккейных турниров на Олимпийских играх по количеству набранных очков (по 36). Лишь в 2010 году, в Ванкувере, Теему Селянне превзошёл это достижение.
Участвовал в девяти чемпионатах мира и Европы (1952—1956, 1960, 1961, 1963, 1964). Второй призёр чемпионата мира 1961, третий — 1955, 1963, 1964. На чемпионатах Европы — одна золотая (1961), три серебряные (1952, 1955, 1960) и четыре бронзовые (1954, 1956, 1963, 1964) награды.
В 1961 году был признан лучшим нападающим турнира. На чемпионате 1955 забил больше всех голов (17). На чемпионатах мира и Олимпийских играх провел 62 матча (57 заброшенных шайб), а всего в составе сборной Чехословакии — 127 матчей и 121 гол. Среди лучших снайперов сборной занимает шестое место.
В Чехословакии (а затем в Чехии) существует «Клуб хоккейных снайперов», основанный газетой «Спорт». В него зачисляются хоккеисты, в чемпионатах Чехословакии и Чехии, а также в составах национальных сборных этих стран забросили 250 шайб. Властимил Бубник (421 гол) в этом списке занимает 10 место. Среди чехословацких игроков 50-х годов лучший результат только у Владимира Забродски (седьмое место, 464 гола).

## Тренерская деятельность
В сезоне 1953/54 был играющим тренером «Руды гвезды». С 1971 года работал с молодёжной командой клуба из Брно. Дважды занимал пост главного тренера (сезоны 1971/72, 1978/79). В 1975—1978 годах возглавлял словенский «Есенице». Команда дважды выигрывала чемпионат Югославии (1977, 1978).